# Szakállasdombó
Szakállasdombó (románul: Dumbrăvița) falu Romániában, Máramaros megyében.

## Fekvése
Máramaros megyében, Nagybányától délkeletre Kékesoroszfalu és Oláhkékes között fekvő település.

## Története
Szakállasdombó nevét az oklevelek 1411-ben említik először Dobravyca néven.
A település a nagybányai uradalomhoz tartozott, és mindenkor annak sorsában osztozott.
A 20. század elején nagyobb birtokosa a királyi kincstár volt.
A település lakosai egészen a 18. századig magyarok lakta református község volt. (Erről egy 1594-ben kelt tanúvallomási oklevél is vall: a faluban élők nevei tiszta magyarok voltak: Varga, Ördög, Harkadi stb. nevek voltak feltüntetve.) A nagybányai jezsuiták a reformátusok templomát elfoglalták, melyet később a betelepült oláhok vettek használatba, a templom köveiből 1872-ben építettek maguknak új templomot.
A 20. század elején a falu helynevei közül is sok őrizte még az itt élt magyarság emlékét: Szilesfodru (Szélesföld´), Fábgyerit (Fábjánrét), Szakalas dimb (Szakállas domb) stb.
A trianoni békeszerződés előtt Szatmár vármegye nagybányai járásához tartozott.

## Nevezetességek
- Görögk. temploma - 1872-ben épült.